# Orglandes
Orglandes és un municipi francès situat al departament de la Manche i a la regió de Normandia. L'any 2007 tenia 321 habitants.

## Demografia

### Població
El 2007 la població de fet d'Orglandes era de 321 persones. Hi havia 130 famílies de les quals 36 eren unipersonals (20 homes vivint sols i 16 dones vivint soles), 45 parelles sense fills, 33 parelles amb fills i 16 famílies monoparentals amb fills.
La població ha evolucionat segons el següent gràfic:
Habitants censats

### Habitatges
El 2007 hi havia 154 habitatges, 128 eren l'habitatge principal de la família, 21 eren segones residències i 5 estaven desocupats. 152 eren cases i 1 era un apartament. Dels 128 habitatges principals, 93 estaven ocupats pels seus propietaris, 34 estaven llogats i ocupats pels llogaters i 2 estaven cedits a títol gratuït; 1 tenia una cambra, 8 en tenien dues, 15 en tenien tres, 31 en tenien quatre i 73 en tenien cinc o més. 116 habitatges disposaven pel capbaix d'una plaça de pàrquing. A 63 habitatges hi havia un automòbil i a 55 n'hi havia dos o més.

### Piràmide de població
La piràmide de població per edats i sexe el 2009 era:
| Homes | Edats   | Dones |
| ----- | ------- | ----- |
| 0     | 95 o +  | 0     |
| 0     | 90 a 94 | 0     |
| 0     | 85 a 89 | 0     |
| 0     | 80 a 84 | 0     |
| 12    | 75 a 79 | 8     |
| 12    | 70 a 74 | 12    |
| 12    | 65 a 69 | 4     |
| 4     | 60 a 64 | 12    |
| 8     | 55 a 59 | 4     |
| 12    | 50 a 54 | 12    |
| 24    | 45 a 49 | 16    |
| 8     | 40 a 44 | 16    |
| 8     | 35 a 39 | 12    |
| 0     | 30 a 34 | 4     |
| 4     | 25 a 29 | 4     |
| 8     | 20 a 24 | 0     |
| 16    | 15 a 19 | 4     |
| 12    | 10 a 14 | 12    |
| 8     | 5 a 9   | 8     |
| 0     | 0 a 4   | 0     |

## Economia
El 2007 la població en edat de treballar era de 203 persones, 150 eren actives i 53 eren inactives. De les 150 persones actives 137 estaven ocupades (75 homes i 62 dones) i 12 estaven aturades (5 homes i 7 dones). De les 53 persones inactives 17 estaven jubilades, 18 estaven estudiant i 18 estaven classificades com a «altres inactius».

### Ingressos
El 2009 a Orglandes hi havia 131 unitats fiscals que integraven 330,5 persones, la mediana anual d'ingressos fiscals per persona era de 15.540 €.

### Activitats econòmiques
Dels 8 establiments que hi havia el 2007, 2 eren d'empreses de construcció, 2 d'empreses de comerç i reparació d'automòbils, 1 d'una empresa de transport, 2 d'empreses immobiliàries i 1 d'una entitat de l'administració pública.
Dels 4 establiments de servei als particulars que hi havia el 2009, 1 era una funerària, 1 fusteria, 1 lampisteria i 1 agència immobiliària.
L'únic establiment comercial que hi havia el 2009 era una botiga de menys de 120 m².
L'any 2000 a Orglandes hi havia 13 explotacions agrícoles que ocupaven un total de 760 hectàrees.

## Equipaments sanitaris i escolars
El 2009 hi havia una escola elemental integrada dins d'un grup escolar amb les comunes properes formant una escola dispersa.

## Poblacions més properes
El següent diagrama mostra les poblacions més properes.